# Sibusiso Vilakazi
Sibusiso Vilakazi (Soweto, 29 december 1989) is een Zuid-Afrikaans voetballer die momenteel actief is bij Mamelodi Sundowns FC.
Vilakazi stroomde in 2009 door vanuit de jeugdopleiding naar het eerste elftal van Bidvest Wits. Tijdens zijn zeven seizoenen bij de club won hij eenmaal de Beker van Zuid-Afrika en werd hij na het seizoen 2013-14 verkozen tot "Speler van het Seizoen". In 2016 trok hij naar Mamelodi Sundowns FC, dat enkele maanden na zijn aankomst de CAF Champions League 2016 won. Gezien hij aan het begin van dit kampioenschap nog voor een andere club speelde mocht hij aan geen enkele wedstrijd hierin deelnemen en werd hier dus ook niet voor gelauwerd.
Op 11 oktober 2013 debuteerde Vilakazi voor het Zuid-Afrikaans voetbalelftal in een wedstrijd tegen Marokko. Zijn eerste twee doelpunten voor het nationale elftal scoorde hij op 5 september 2014 tegen Soedan in een kwalificatiewedstrijd voor het Afrikaans kampioenschap voetbal.

## Palmares
| Beker van Zuid-Afrika | 1x | 2010 |

Individueel
- Premier Soccer League Speler van het Seizoen: 2013-14